# Nannoscincus garrulus
Espèce
Statut de conservation UICN

 EN B1ab(i,ii,iii)+2ab(i,ii,iii) : En danger
Nannoscincus garrulus est une espèce de sauriens de la famille des Scincidae.

## Répartition
Cette espèce est endémique de la province Sud en Nouvelle-Calédonie.

## Étymologie
Le nom spécifique garrulus vient du latin garrulus, bavard, en référence à la tendance de ce saurien à émettre un bruit de grincement lorsqu'il est en stressé.

## Publication originale
- Sadlier, Bauer & Smith, 2006 : A new species of Nannoscincus Gunther (Squamata: Scincidae) from high elevation forest in southern New Caledonia. Records of the Australian Museum, vol. 58, no 1, p. 29-36 (texte intégral).